# Mark Feehily
Markus Michael Patrick Feehily (nascido em 28 de maio de 1980), é um cantor e compositor irlandês. Ele é um dos dois cantores principais do grupo vocal Westlife. Ele é o mais jovem da banda. Westlife lançou doze álbuns, embarcou em treze turnês mundiais e ganhou vários prêmios, tornando-se um dos grupos musicais de maior sucesso de todos os tempos. Com 15 participações em primeiro lugar, ele também é o artista LGBT de maior sucesso e o artista LGBT irlandês no UK Singles Chart. Em 2015, se lançou na carreira solo com o álbum de estreia, Fire.

## Carreira
Mark nasceu em 28 de maio de 1980 em Sligo, Irlanda. Seus pais são Marie e Oliver Feehily e tem dois irmãos mais novos: Barry (nascido em 1985) e Colin (nascido em 1989). Estudou na escola secundária "Summerhill College", uma escola católica, junto com Shane e Kian e os três participaram da peça Grease no teatro da escola. Ele também estava em um grupo pop chamado IOYOU (ou I.O.U) com os colegas de Westlife Kian Egan e Shane Filan, bem como Graham Keighron, Michael "Miggles" Garrett e Derrick Lacey.
Mark Feehily ganhou fama como um dos dois vocalistas principais da boy band Westlife. Ele dividia os vocais com Shane Filan.  Louis Walsh, o empresário da boy band Boyzone. O grupo foi criado em 3 de julho de 1998, com a adição de mais dois membros, Nicky Byrne e Brian McFadden. O cantor do Boyzone, Ronan Keating foi trazido para co-gerir o grupo com Walsh. 
Feehily cantou completamente só em canções para a banda em alguns casos: a música que a banda escreveu chamada "Imaginary Diva" do álbum World of Our Own e externamente escrito "Talk Me Down" de Where We Are e também "Before It's Too Late" de Gravity. E regravou a canção "Moon River" (de ...Allow Us to Be Frank). Em performances ao vivo, ele também cantou completamente a solo para a música "Silent Night". Feehily também co-escreveu canções, algumas com os outros membros da banda.
Ele foi banido para sempre do Mondrian Hotel em Los Angeles após um incidente durante o qual ele ficou bêbado e jogou alguns itens de uma janela do hotel, segundo o The Sun.
Mark falou com o The Boston Globe de seu constrangimento sobre o álbum de cover do Rat Pack, Allow Us to Be Frank, e culpou a gravadora Syco Music por forçá-los a gravar depois que Robbie Williams teve sucesso cantando música jazz em um álbum, descartando a instância de um "um momento estranho" na carreira do Westlife.
Ele foi finalista em 2011 como um dos 50 gays mais influentes do Reino Unido.

### 2015-2018: Carreira solo
Em fevereiro de 2015 Markus lançou sua carreira solo na rádio o seu single de estreia, "Love is a Drug" na RTÉ 2FM na Irlanda. No dia seguinte, a faixa estreou on-line, via Wonderland Magazine. Momentos após a estreia da canção, que foi disponibilizada para pré-venda no iTunes, com o vídeo oficial lançado em seu canal Vevo duas semanas depois. A canção foi lançada em 19 de abril de 2015.
O álbum de estreia, Fire, foi lançado em 16 de outubro de 2015 e nas paradas musicais ficou em 2º lugar na Irlanda e 25º no Reino Unido. Ele abriu os shows para Wet Wet Wet e Mariah Carey. Ele também foi convidado por Russell Crowe no Olympia Theatre, em Dublin, em 1º de outubro de 2017 para seu show "Dublin Indoor Garden Party gig" para cantar "Love Was My Alibi", escrita por Crowe e Carl Falk para o filme The Water Diviner, que Crowe dirigiu e estrelou, acompanhado por Alan Doyle e Falk. Seu segundo álbum, Christmas, com a faixa "River", uma versão da música de Joni Mitchell, foi lançado em 1 de dezembro de 2017.

### 2018-presente: reunião de Westlife com nova música e turnê de shows
Em outubro de 2018, um vídeo foi postado nas plataformas oficiais de mídia social do Westlife anunciando a reunião do grupo como um quarteto. Em 2019, o grupo será a atração principal "The Twenty Tour", em homenagem ao 20º aniversário do Westlife desde sua formação e o lançamento de seu primeiro single, "Swear It Again", em 1999. Além da turnê, o Westlife também lançou novas músicas. "Hello My Love", o primeiro single do álbum Spectrum, foi lançado no Graham Norton Show em 10 e 11 de janeiro de 2019.
Feehily anunciou nas redes sociais que ele e Shane Filan co-escreveram o single de Emeli Sandé e Ronan Keating chamado "One of a Kind", lançado em 2020.

## Vida pessoal
Mark sempre evitou falar de sua vida pessoal abertamente, mas em 2005, com o apoio da família e dos amigos (em especial os da banda) o cantor revelou ao tablóide inglês The Sun sua orientação sexual. Ele decidiu assumir sua homossexualidade e ainda contou que manteve um relacionamento com Kevin McDaid, ex-cantor da boy band V.
No dia 31 de janeiro de 2010, o Irish Star diz que Mark Feehily e Kevin McDaid ficaram noivos depois de cinco anos de relacionamento. Mark anunciou em janeiro de 2012 que tinha terminado o relacionamento com Kevin McDaid depois de sete anos juntos.
Antes do Westlife ficar famoso, Mark trabalhava como entregador de pizza. Ele é fluente na língua gaélica e em francês. 
Mark tem fobia de pombos e pássaros em geral.
Em fevereiro de 2019, Mark ficou noivo nas Maldivas depois de seis anos junto com o seu namorado e revelou o noivado no Instagram. O parceiro não revela a sua identidade porque não tem interesse na fama.
Mark anunciou em seu Instagram o nascimento da primeira filha do casal, Layla que nasceu no dia 1 de outubro de 2019. A filha apareceu no videoclipe de "My Blood" de Westlife.

## Canções escritas ou co-escritas
- "Everlasting Love" (no I.O.U)
- "Together Girl Forever" (no I.O.U)
- "Imaginary Diva"
- "Reason For Living"
- "Crying Girl"
- "You Don't Know"
- "Never Knew I Was Losing You"
- "Where We Belong"
- "Singing Forever"
- "I Won't Let You Down"
- "You See Friends (I See Lovers)"
- "I'm Missing Loving You"
- "Miss You When I'm Dreaming"
- "Reach Out"
- "I Will Reach You"
- "Closer"
- "Before It's Too Late"
- "Too Hard To Say Goodbye"
- "Take Me There"
- "L.O.V.E."

## Discografia

### Álbuns de estúdio
- Fire (2015)
- Christmas (2017)

### Singles
- "Love Is a Drug"
- "Butterfly"
- "Sanctuary"